# Violettstrupig smaragd
Violettstrupig smaragd (Chionomesa lactea) är en fågel i familjen kolibrier.

## Utseende
Violettstrupig smaragd är en liten kolibri. Den har glänsande grön rygg, violblått på strupe och bröst, gröna flanker och en vit strimma nerför nröstet. Näbben är något nedåtböjd. 

## Utbredning och systematik
Arten delas in i tre underarter med följande utbredning:
- lactea-gruppen
  - zimmeri – förekommer på tepuis i sydöstra Venezuela (berget Auyan-Tepui)
  - lactea – förekommer i centrala och södra Brasilien (södra Bahia till São Paulo)
- bartletti – förekommer från östra Peru till norra Bolivia

Sedan 2014 urskiljer Birdlife International och naturvårdsunionen IUCN bartletti som den egna arten "fläckgumpad smaragd".

### Släktestillhörighet
Arten placeras traditionellt i släktet Amazilia, men genetiska studier visar att arterna i släktet inte står varandra närmast. Den har därför flyttats till släktet Chionomesa tillsammans med närbesläktade glitterstrupig smaragd.

## Levnadssätt
Violettstrupig smaragd hittas i öppna och halvöppna miljöer. Den ses i skogsbryn, savann, öppet skogslandskap, parker och plantage.

## Status
IUCN hotkategoriserar underartsgrupperna (eller arterna) var för sig, båda som livskraftiga.

## Bilder

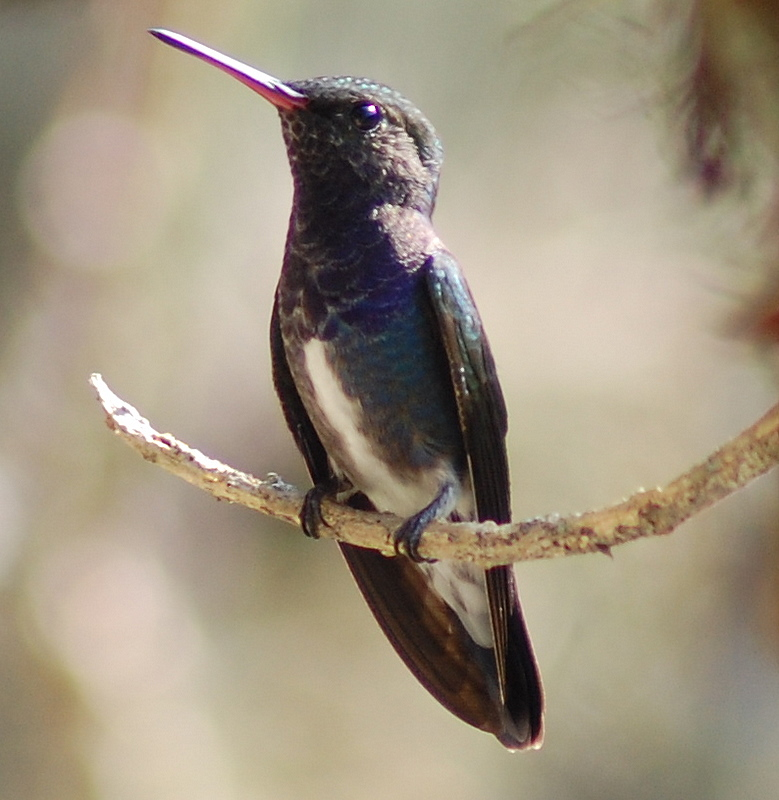
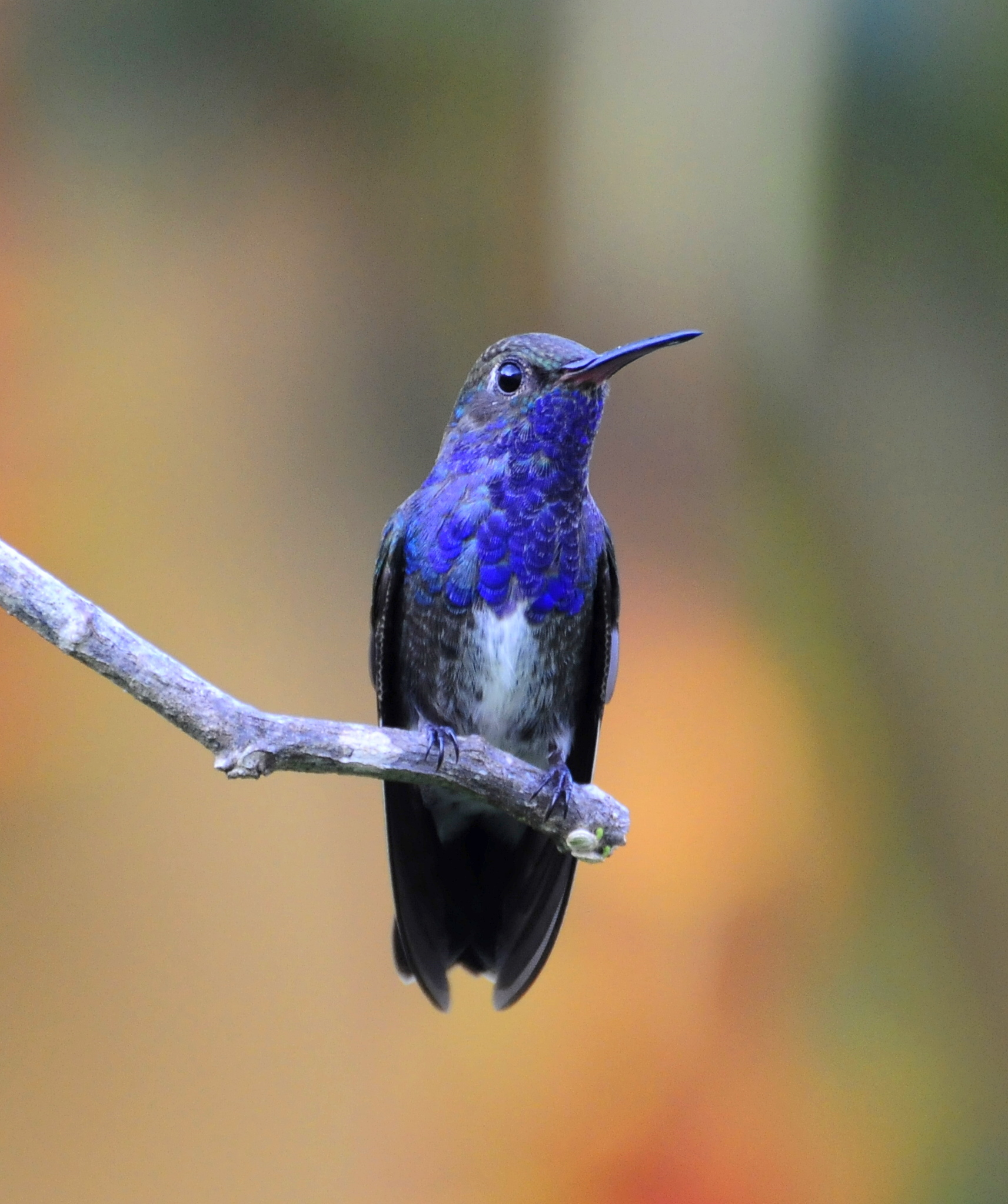
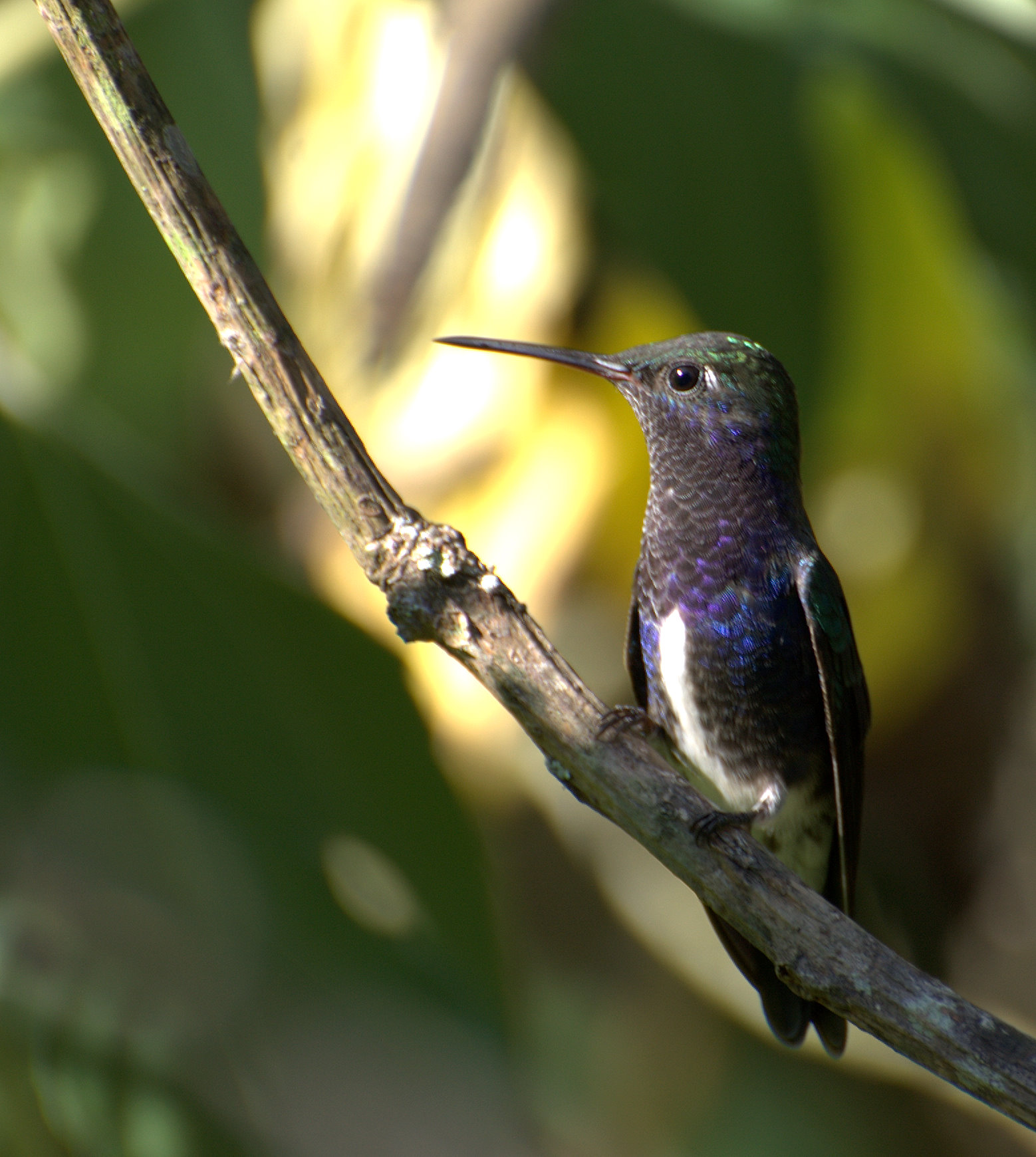